# MegaFault - La terra trema
MegaFault - La terra trema (MegaFault) è un film per la televisione statunitense del 2009 diretto da David Michael Latt. È un film del genere catastrofico prodotto da The Asylum, società specializzata nelle produzioni di film a basso costo per il circuito direct-to-video.

## Trama
In Virginia Occidentale, Charles "Boomer" Baxter è un minatore che sta eseguendo un controllo in una cava all'interno di una montagna e fa esplodere una grossa quantità di dinamite. Subito dopo un enorme terremoto devasta la zona. Dopo alcune ore, la dottoressa Amy Lane, una sismologa del governo, raggiunge l'epicentro del sisma. Amy si rende conto che il terremoto ha aperto una profonda faglia che attraversa il centro del Nord America. Amy e Boomer devono così inventarsi un piano per fermare le successive scosse che potrebbero scatenare un sisma di livello globale.

## Produzione
Il film fu prodotto da The Asylum e girato a Davenport, nello Iowa, dal 18 aprile 2009 al 6 maggio 2009 con un budget stimato in 1.200.000 dollari. Le musiche sono firmate da Adam Knapp e Ralph Rieckermann. È uno degli ultimi film interpretati da Brittany Murphy prima della sua morte avvenuta alcune settimane dopo la prima TV.

## Distribuzione
Il film è stato distribuito inizialmente in televisione e in seguito per l'home video. È andato in onda per la prima volta sul canale televisivo statunitense Syfy il 10 ottobre 2009. Fu poi distribuito in DVD il 24 novembre 2009. Nel Regno Unito è stato trasmesso in anteprima il 10 dicembre 2010 su Sky Movies Première. In Italia è andato in onda su Canale 5 il 20 luglio 2010.
Alcune delle uscite internazionali sono state:
- negli Stati Uniti (MegaFault)
- in Austria (Final Day - Das Ende der Welt)
- in Polonia (Krytyczne 24 godziny)
- in Portogallo (Magnitude Máxima)
- in Italia (MegaFault - La terra trema)
- in Francia (Secousse sismique)
- in Germania
- in Giappone

## Promozione
La tagline è: "A crack in the world has started... we have 24 hours to stop it. " ("Una crepa nel mondo si è aperta... abbiamo 24 ore per fermarla.")